# María Luisa Balaguer Callejón

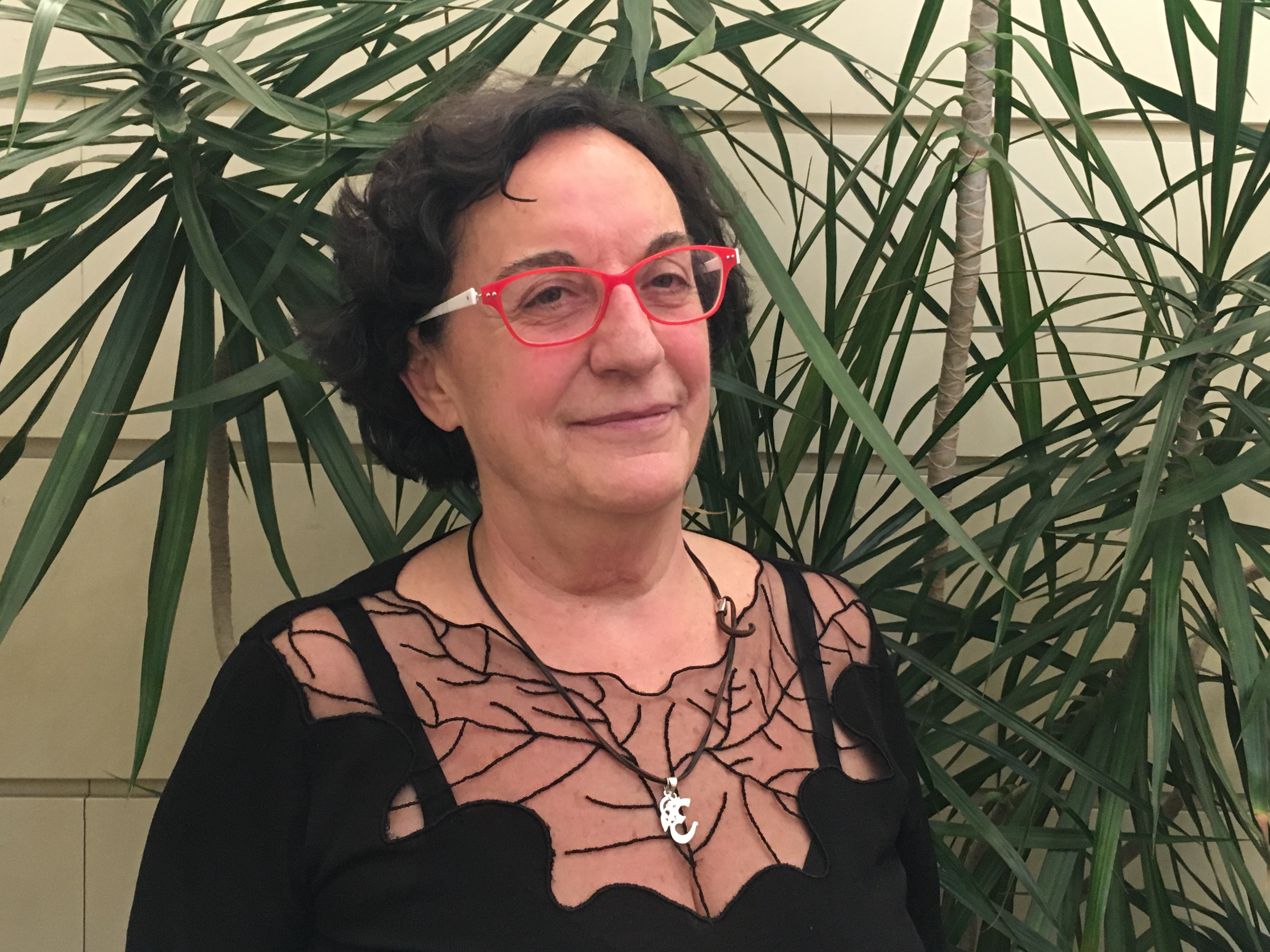
María Luisa Balaguer (2018)

María Luisa Balaguer Callejón (geboren 1953 in Almería) ist eine spanische Verfassungsrechtlerin und seit 2017 Richterin am Spanischen Verfassungsgericht. 

## Leben
María Luisa Balaguer Callejón studierte Psychologie und Jura an der Universität Granada, an der sie 1983 promoviert wurde. Sie machte das Staatsexamen für den Justizdienst. Seit 1977 bis zum Jahr 2003 war sie Mitglied der Anwaltskammer Málaga (Colegio de Abogados de Málaga).  Seit 1999 arbeitet sie als Dozentin für Verfassungsrecht an der Universität Málaga und wurde 2003 dort Professorin. 2017 wurde sie als Richterin an das Spanische Verfassungsgericht berufen. 
Balaguer arbeitete beim Instituto Andaluz de la Mujer zur Geschlechtergerechtigkeit. Sie gibt seit 1999 die Zeitschrift Artículo 14, una perspectiva de género heraus. Sie forschte zur Integration des nationalen Rechts und des Europa-Rechts. Sie verfasste  mehrere Monografien und Handbuchbeiträge. 

## Schriften
- La mujer y los medios de comunicación. Málaga: Arguval, 1985
- Ideología y medios de comunicación: la publicidad y los niños. Málaga: Diputación Provincial de Málaga, 1987
- La interpretación de la Constitución por la jurisdicción ordinaria. Civitas, 1990. ISBN 84-7398-781-0
- El derecho fundamental al honor. Madrid : Tecnos, 1992. ISBN 84-309-2135-4
- Interpretación de la Constitución y ordenamiento jurídico. 1997. ISBN 84-309-3058-2
- mit Francisco Balaguer, Ángel Rodríguez, Gregorio Cámara, Juan Bautista Cano, Juan Fernando López: Derecho Constitucional. Madrid : Tecnos, 1999. ISBN 84-309-3454-5. Weitere Ausgaben mit wechselnden  Mitherausgebern: 2000, 2006, zuletzt 2014 unter der ISBN 978-84-309-6311-9
- Pensadoras del siglo XX. Instituto Andaluz de la Mujer, 2001. ISBN 84-7921-079-6
- El recurso de inconstitucionalidad. Centro de Estudios Políticas y Constitucionales, 2001. ISBN 84-259-1142-7.
- XXV Aniversario de la Constitución Española: propuestas de reformas. Diputación Provincial de Málaga, 2004. ISBN 84-7785-601-X
- Mujer y Constitución: la construcción jurídica del género. Madrid : Tecnos, 2005 ISBN 84-37622-44-1.
- Organización territorial de la Comunidad Autónoma de Andalucía. El gobierno local y sus perspectivas. Comares, 2005. ISBN 84-309-4340-4
- Legislación sobre igualdad de género. Tecnos, 2007. ISBN 978-84-309-4659-4
- Igualdad y Constitución española. 2010. ISBN 978-84-309-5052-2